# 広島はくしま病院
広島はくしま病院（ひろしまはくしまびょういん）は、広島県広島市中区東白島町に所在する病院である。1922年（大正11年）5月5日、逓信省の職域病院として開設。2007年（平成19年）10月1日、郵政民営化にともない日本郵政公社から日本郵政株式会社の企業立病院となり、2022年（令和4年）9月30日までは、「広島逓信病院」（ひろしまていしんびょういん）として運営されていた。2022年（令和4年）10月1日をもって医療法人社団生和会へ譲渡され、現在の名前に改称した。

## 沿革
- 1922年（大正11年）5月5日 - 逓信省の職域病院として開設される。
- 1945年（昭和20年）8月6日 - 原爆被災。（当時の詳細は広島逓信病院旧外来棟被爆資料室参照）
- 1949年（昭和24年）6月1日 - 逓信省が廃止され郵政省が新設される。

- 1995年（平成7年）5月30日 - 現本館にて業務開始。

本館新築に伴い旧外来棟を郵政省の資料館「広島逓信病院旧外来棟被爆資料室」として公開、現在は郵政省から広島市へ移管している。
- 2001年（平成13年）1月6日 - 郵政省は郵政事業庁に再編される。
- 2003年（平成15年）4月1日 - 日本郵政公社が発足。
- 2007年（平成19年）10月1日 - 郵政民営化にともない日本郵政公社から日本郵政株式会社の企業立病院となる。
- 2022年（令和4年）
  - 9月15日 - 日本郵政は、広島逓信病院を医療法人社団生和会へ譲渡することを公表した[1][2]。
  - 10月1日 - 医療法人社団生和会に譲渡され、「広島はくしま病院」に改称した[1][2]。